# Old Moor
Old Moor var en civil parish 1866–1955 när det uppgick i Longhirst, i grevskapet Northumberland i England. Civil parish var belägen 6 km från Morpeth och hade 80 invånare år 1951.